# بطولة كاريوكا 1984
بطولة كاريوكا 1984 هو موسم من بطولة كاريوكا. فاز فيه نادي فلومينينسي.